# Шахідуль Алам
Шахідуль Алам (бенг. শহিদুল আলম; англ. Shahidul Alam; народився близько 1955 року) — бангладешський фотожурналіст педагог та громадський активіст. Він працює фотографом більше сорока років, і «його фотографії були опубліковані майже у всіх великих західних ЗМІ».
Алам заснував Бібліотеку малюнків Дрік (англ. Drik Picture Library) у 1989 р, Інститут Медіа Південної Азії Патшала у Дакці (англ. Pathshala South Asian Media Institute in Dhaka) у 1998 р, «який підготував сотні фотографів», та Міжнародний фестиваль фотографії Чобі Мела (англ. Chobi Mela International Photography Festival) у 1999 р. Алам — запрошений професор університету Сандерленд у Великій Британії. Його книги включають Лють Природи (англ. Nature's Fury) (2007) та Моя Подорож як Свідок (англ. My Journey as a Witness) (2011).